# Acaciella
Acaciella é um género de plantas com flor da região Neotropical pertencente à subfamília Mimosoideae da família Fabaceae (leguminosas). O género tem o seu centro de diversidade na região ocidental do México ao longo da costa do Pacífico.

## Descrição
As espécies que integram o género Acaciella são desprovidas de espinhos, sem nectários extraflorais e as políadas do seu pólen apresentam 8 células. Apesar dos seus numerosos estames livres (por vezes >300) serem típicos de Acacia s.l., apresenta várias características em comum com Piptadenia (tribo Mimoseae).
O seu pólen e os aminoácidos livres assemelham-se aos do género Senegalia. Estudos moleculares colocam este género como grupo irmão do clado que agrupa Acacia e a tribo Ingeae. Um anel de nectários está presente entre os estames e o ovário, carcaterística que partilha com Acacia subg. Aculeiferum.

## Taxonomia
O género Acaciella inclui as seguintes espécies:
- Acaciella angustissima (Mill.) Britton & Rose
  - var. angustissima  (Mill.) Britton & Rose
  - var. chisosiana 
  - var. filicoides (Cav.) L. Rico
  - var. hirta 
  - var. shrevei 
  - var. suffrutescens 
  - var. texensis (Nutt. ex Torrey & A. Gray) L. Rico
- Acaciella barrancana (H. Gentry) L. Rico
- Acaciella bicolor Britton & Rose
- Acaciella chamelensis (L. Rico) L. Rico
- Acaciella glauca (L.) L. Rico
- Acaciella goldmanii Britton & Rose
- Acaciella hartwegii (Benth.) Britton & Rose
- Acaciella igualensis Britton & Rose
- Acaciella lemmonii (Rose) L. Rico
- Acaciella painteri Britton & Rose
  - var. houghii (Britton & Rose) L. Rico
  - var. painteri Britton & Rose
- Acaciella rosei (Standl.) L. Rico
- Acaciella sotoi L. Rico
- Acaciella sousae (L. Rico) L. Rico
- Acaciella tequilana (S. Wats.) Britton & Rose
  - var. crinita (Rose) L. Rico
  - var. pubifoliolata L. Rico
  - var. tequilana (S. Wats.) Britton & Rose
- Acaciella villosa (Sw.) Britton & Rose